# Bombus terrestris
El abejorro común (Bombus terrestris) es una especie de himenóptero apócrito de la familia Apidae; es uno de los abejorros más comunes de Europa. Tiene el cuerpo negro con bandas amarillas. Se diferencia de otras especies de abejorros por el color blanquecino del extremo del abdomen. Es un abejorro grande, la reina es de 2 a 2,7 cm de longitud y las obreras son de 1,5 a 2 cm. La probóscide o lengua de la reina puede ser de 10 mm de largo, con la de las obreras algo más corta.

## Biología
Las reinas son las únicas que sobreviven el invierno y que emergen en la primavera.  En cuanto la reina encuentra néctar para reabastecer sus energías empieza a buscar un lugar para anidar, que suele ser un nido abandonado de roedor, bajo la tierra. Construye ánforas para almacenar néctar y polen.
La reina pone un número pequeño de huevos al principio y los cuida ella sola. Más tarde, cuando maduran las obreras, ellas se encargan de todas las tareas de forrajeo, cuidado de la cría, construcción de ánforas, etc. Las obreras de esa primera camada son pequeñas, las de camadas subsiguientes suelen ser algo más grandes, pero nunca tanto como las reinas. Una colonia de Bombus terrestris puede llegar a tener cuatrocientas obreras. La alimentación de las crías consiste de polen y néctar. A veces los abejorros de esta especie, y también los de otras especies roban néctar, es decir que perforan un agujero en la base de la flor y colectan el néctar sin acercarse a las anteras y estigma de la flor; de esta forma no tiene lugar la polinización.
Hacia el fin del verano la reina pone algunos huevos no fertilizados (haploides) que dan lugar a machos y otros huevos que reciben más alimentación que las obreras y que serán hembras fértiles, es decir, las futuras reinas. Después que los machos y hembras se aparean, las nuevas reinas buscan un lugar donde hibernar y todos los demás miembros de la colonia mueren.
Los abejorros practican un sistema de polinización vibratoria o polinización por zumbido que es la única forma de polinizar las flores de plantas tales como el tomate. En Europa los abejorros de ésta y otras especies son usados para efectuar la polinización de los tomates de invernadero. Estos abejorros también son exportados a los Estados Unidos con este propósito.
Los abejorros pueden encontrar el camino a casa a distancias de 13 km.

## Problemática
En marzo de 2012 la prestigiosa revista científica Science publicó un trabajo en el que se relacionaba la disminución del tamaño y la producción de reinas en colonias de este abejorro alimentadas con néctar y polen de flores con trazas del insecticida imidacloprid, el cual tiene un amplio uso en la agricultura y que también se relaciona con el problema de colapso de colonias de la abeja melífera.
Otro problema ecológico de gravedad es que la introducción de este abejorro a Sudamérica está causando un grave efecto en las poblaciones del abejorro nativo, Bombus dahlbomii (abejorro gigante, mangangá del Sur o moscardón del bosque). B. terrestris y también B. ruderatus fueron introducidos con fines de polinización de cultivos. Se han convertido en especies invasoras que continúan difundiéndose y están causando severas disminuciones de las poblaciones del abejorro nativo en el sur de Chile y de Argentina.

## Galería de imágenes

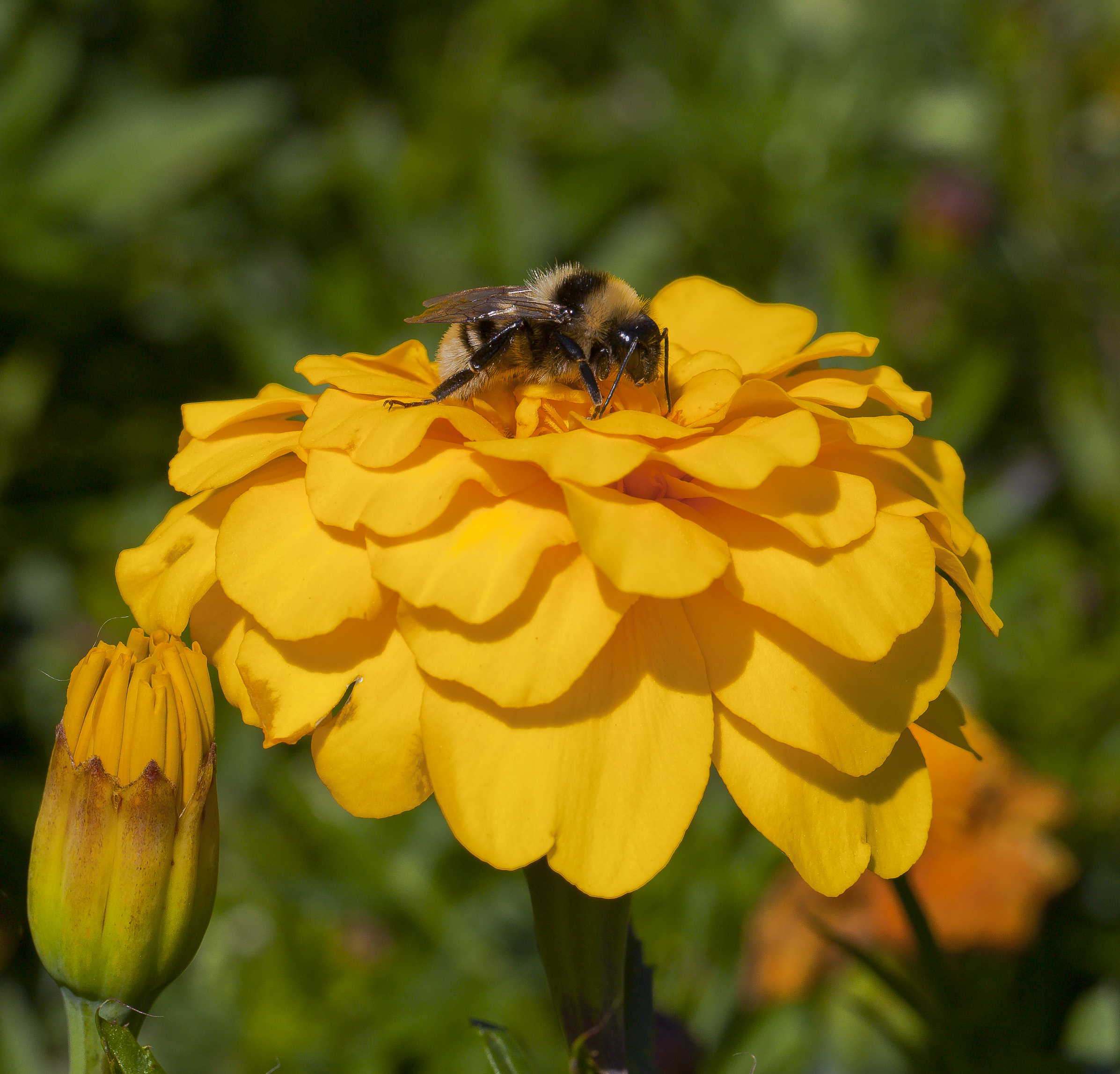
Abejorro (bombus terrestris) en La Paz, Bolivia.Ejemplar en un clavel de Indias (Tagetes patula).
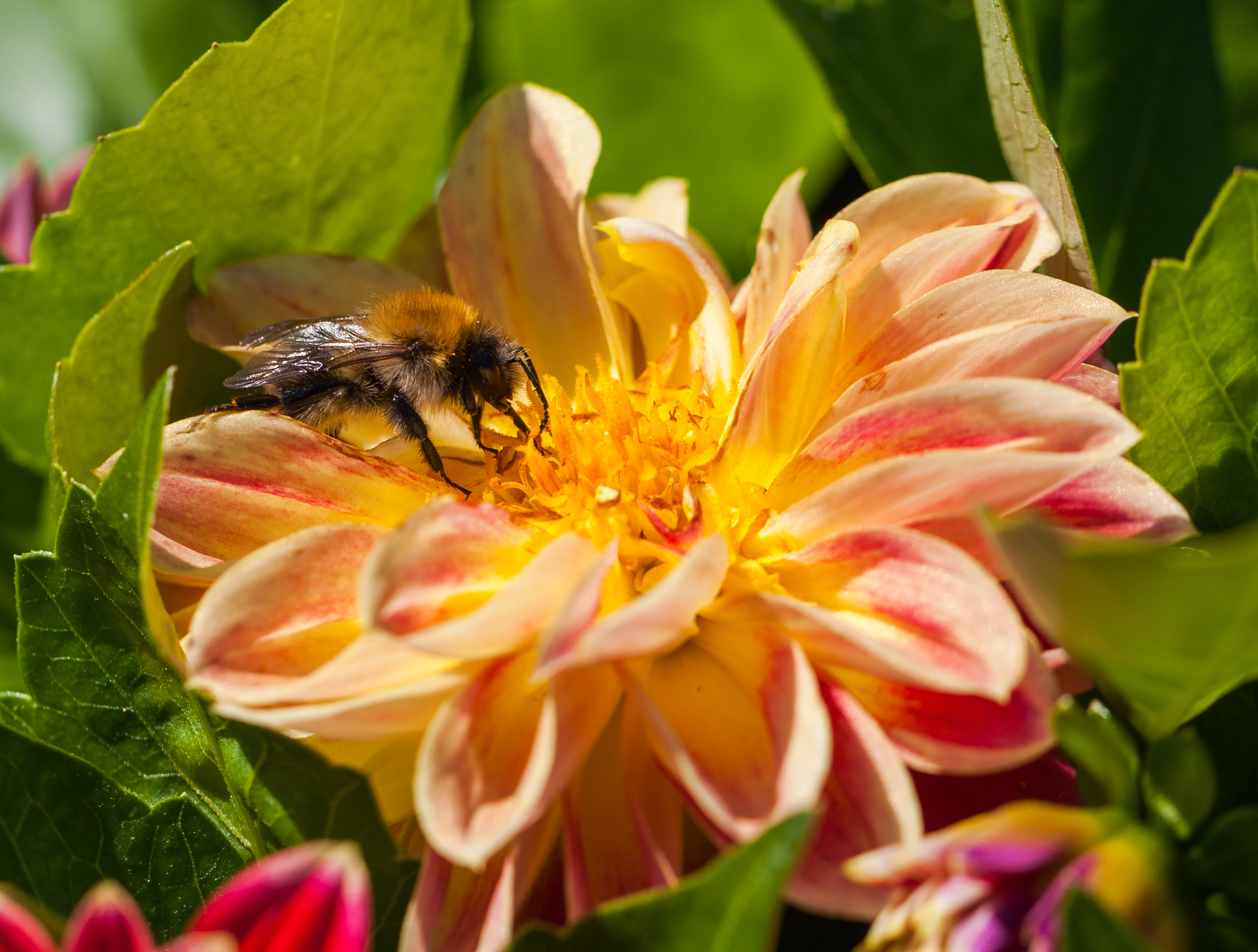
Ejemplar en una Dahlia x hortensis.
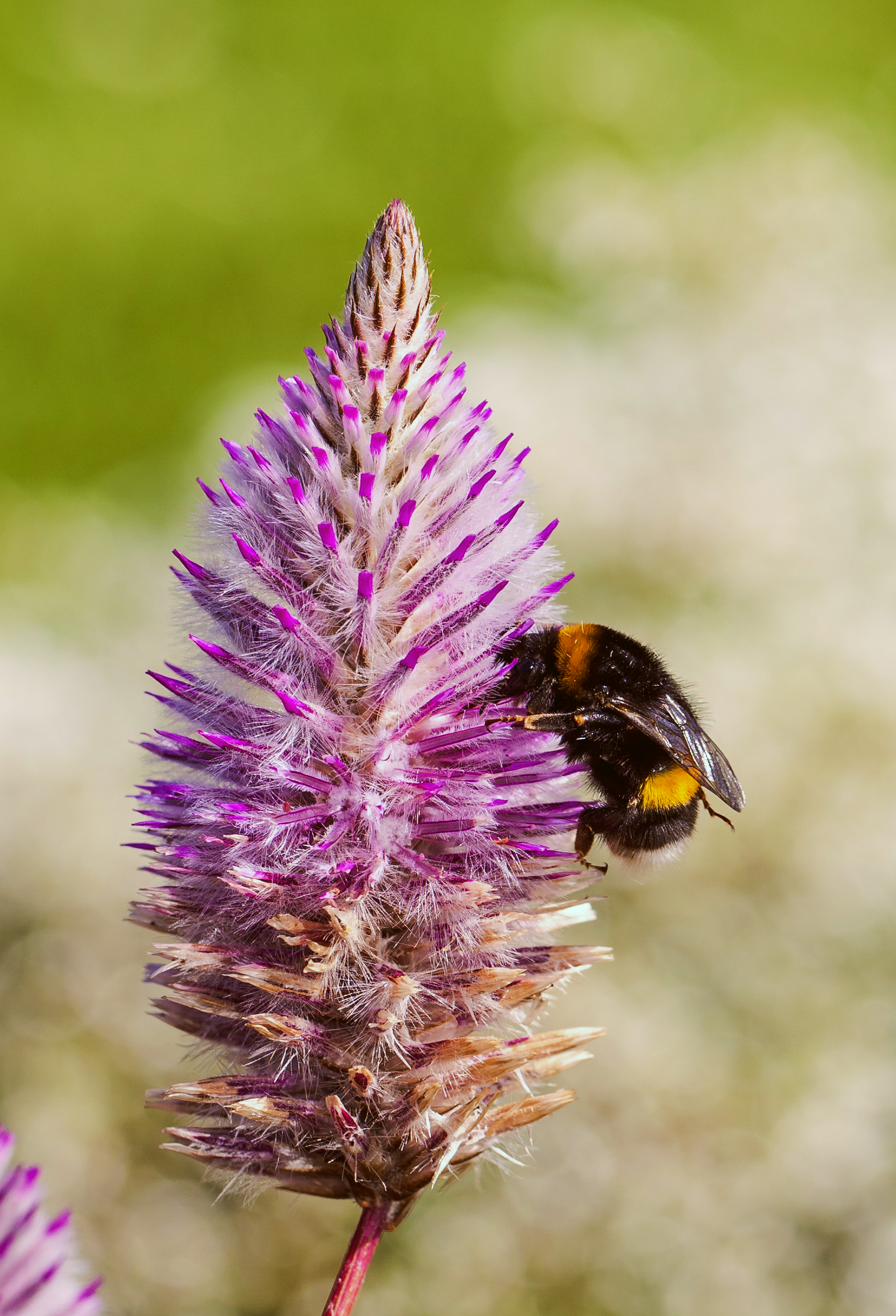
Ejemplar en un Ptilotus exaltatus.
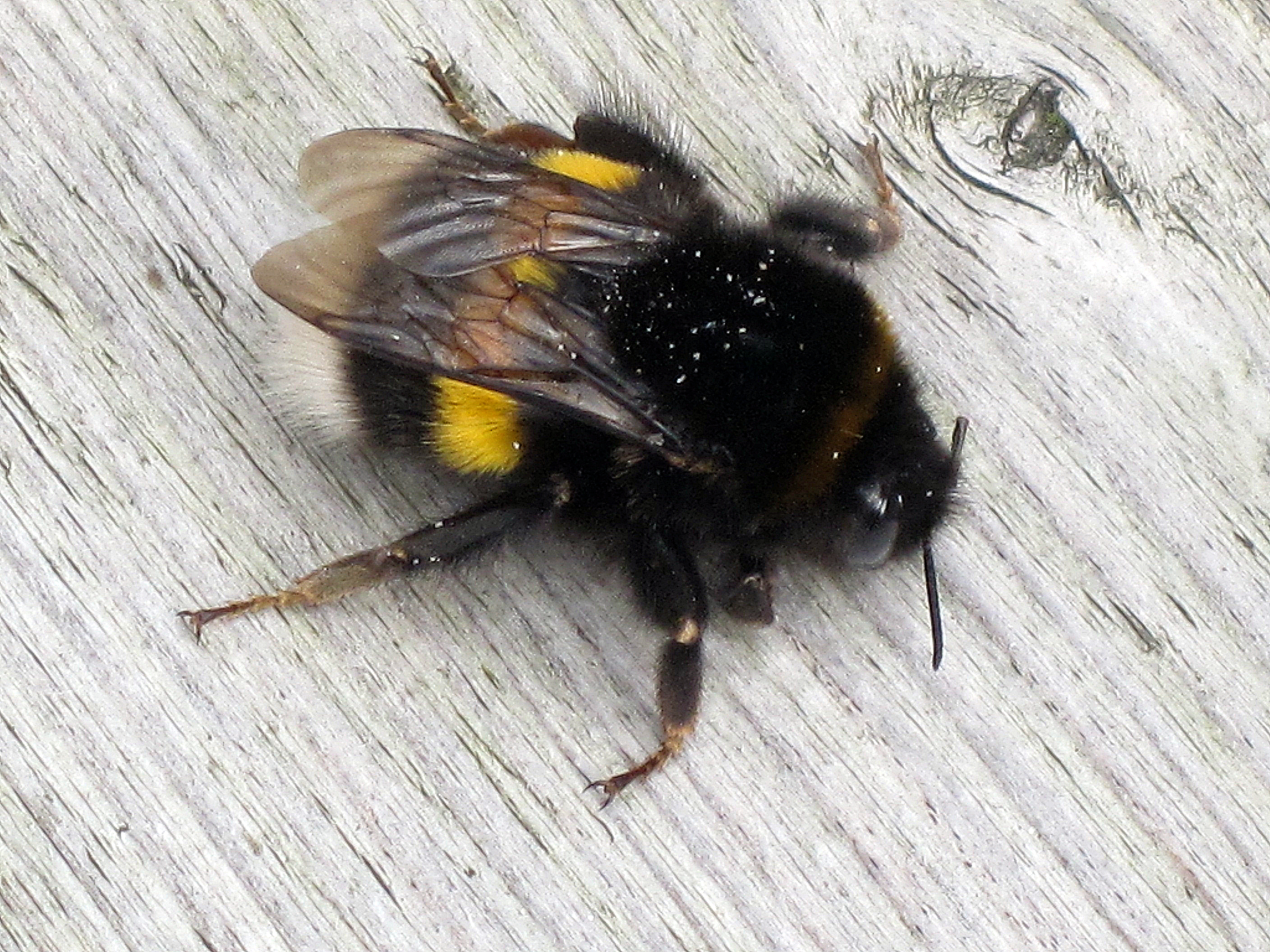
Reina.
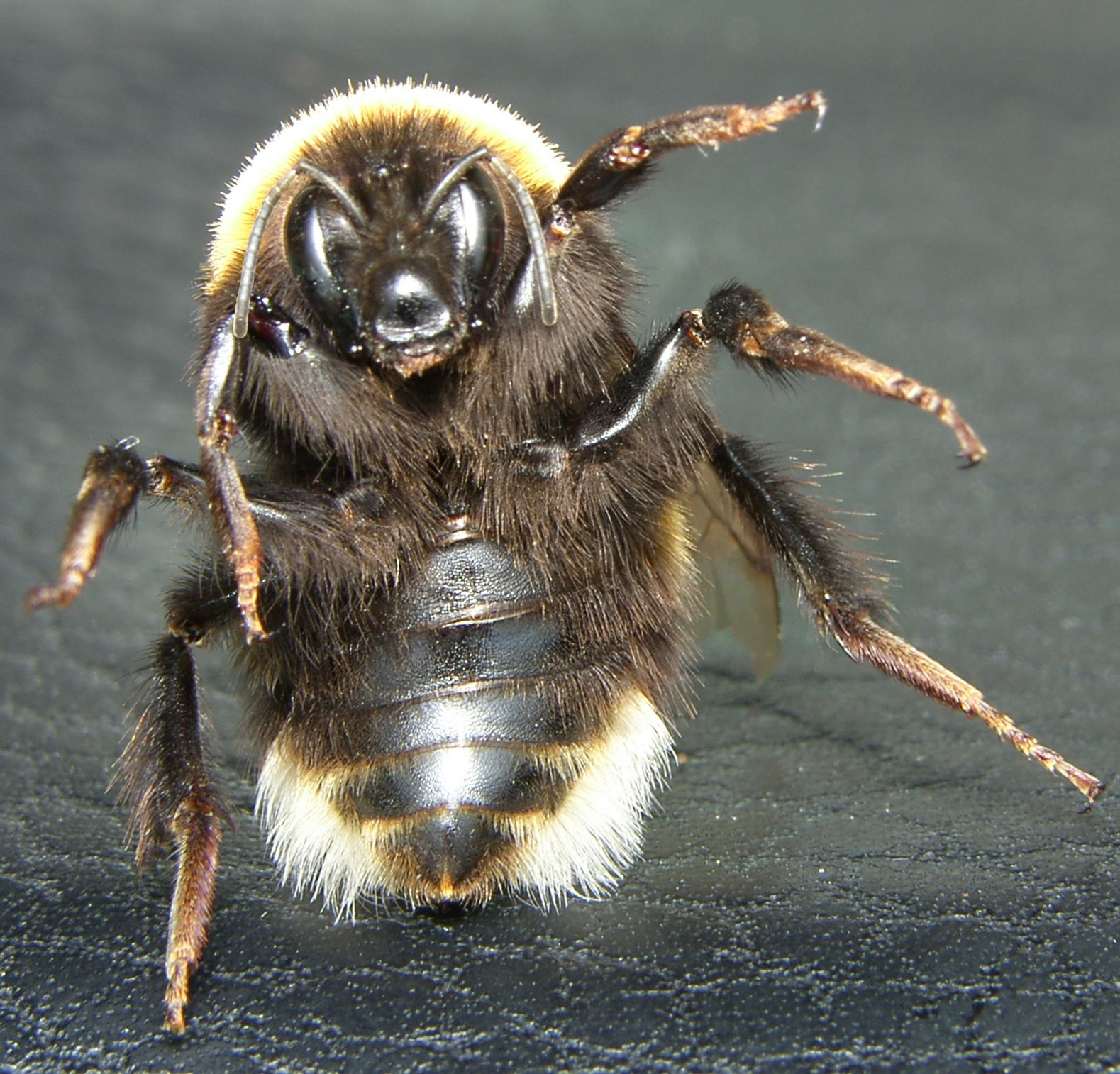
Vista ventral.

### Otras fuentes
- Louisa Cheung. "Homing instinct of bees surprises", BBC News, 2006-07-26.
- Michener, Charles D. (2000) The bees of the world. The Johns Hopkins University Press. Baltimore, Londres. ISBN 0-8018-6133-0
- O'Toole, Christopher, Raw, Anthony (1999) Bees of the world. Cassell Illustrated. ISBN 0-8160-5712-5